# Лобач, Татьяна Георгиевна
Татьяна Георгиевна Лобач (род. 8 января 1974, Хмельницкий, Хмельницкая область, УССР, СССР) — российский политический деятель, депутат Государственной Думы VIII созыва от партии «Единая Россия». С 2021 года является заместителем председателя Комитета Государственной Думы по туризму и развитию туристической инфраструктуры. До этого была депутатом Законодательного собрания Севастополя I и II созывов (2014—2021), в 2019—2021 годах занимала пост заместителя председателя. Из-за вторжения России на территорию Украины находится под санкциями ряда стран.

## Биография
Татьяна Лобач родилась 8 января 1974 года в городе Хмельницком (Украинская ССР) в семье советского военного. С 1995 года она живёт в Балаклавском районе Севастополя. В 1991 году окончила Хмельницкую общеобразовательную школу № 16 с математическим уклоном (ныне лицей № 16 имени Владимира Козубняка Хмельницкого городского совета), в 1996 году — географический факультет Черновицкого государственного университета имени Юрия Федьковича по специальности «география», квалификация «географ», в 2006 году завершила обучение в Центре довузовской, последипломной и магистерской подготовки Тернопольского государственного университета по специальности «менеджмент организаций», квалификация «менеджер-экономист». В феврале 2016 года с отличием окончила магистратуру Института государственной службы и управления Российской академии народного хозяйства и государственной службы при Президенте РФ по направлению подготовки «Государственное и муниципальное управление».
Политикой Лобач занялась в 2004 году. В 2006 году она была избрана депутатом Балаклавского районного совета, в 2010—2011 годах была заместителем председателя Балаклавской районной администрации по экономическим вопросам, в 2011—2014 — председателем Балаклавского районного совета. После присоединения Севастополя к России участвовала в выборах в городское Законодательное собрание. 14 сентября 2014 года была избрана депутатом от «Единой России». Возглавила комитет по экономике (до сентября 2019 года). 8 сентября 2019 года была избрана депутатом II созыва по мажоритарному округу, баллотируясь как самовыдвиженец. Стала заместителем председателя и главой фракции «Единой России».
В мае 2021 года победила на праймериз «Единой России», позже выдвинула свою кандидатуру в депутаты Государственной Думы VIII созыва по одномандатному округу и набрала на выборах 19 сентября наибольшее число голосов избирателей (53,37 %). В парламенте стала членом фракции «Единой России», заместителем председателя комитета по туризму и развитию туристической инфраструктуры.
Из-за вторжения России на территорию Украины с 2022 года находится под санкциями Канады, Австралии, Великобритании, США, Украины, ЕС, Швейцарии, Новой Зеландии. Награждена медалью «В ознаменование 10-летия возвращения Севастополя в Россию» (31 мая 2024) «за личный вклад в возвращение города Севастополя в Россию».
Татьяна Лобач замужем, у неё есть сын.